# مذكرة خطة الكلب

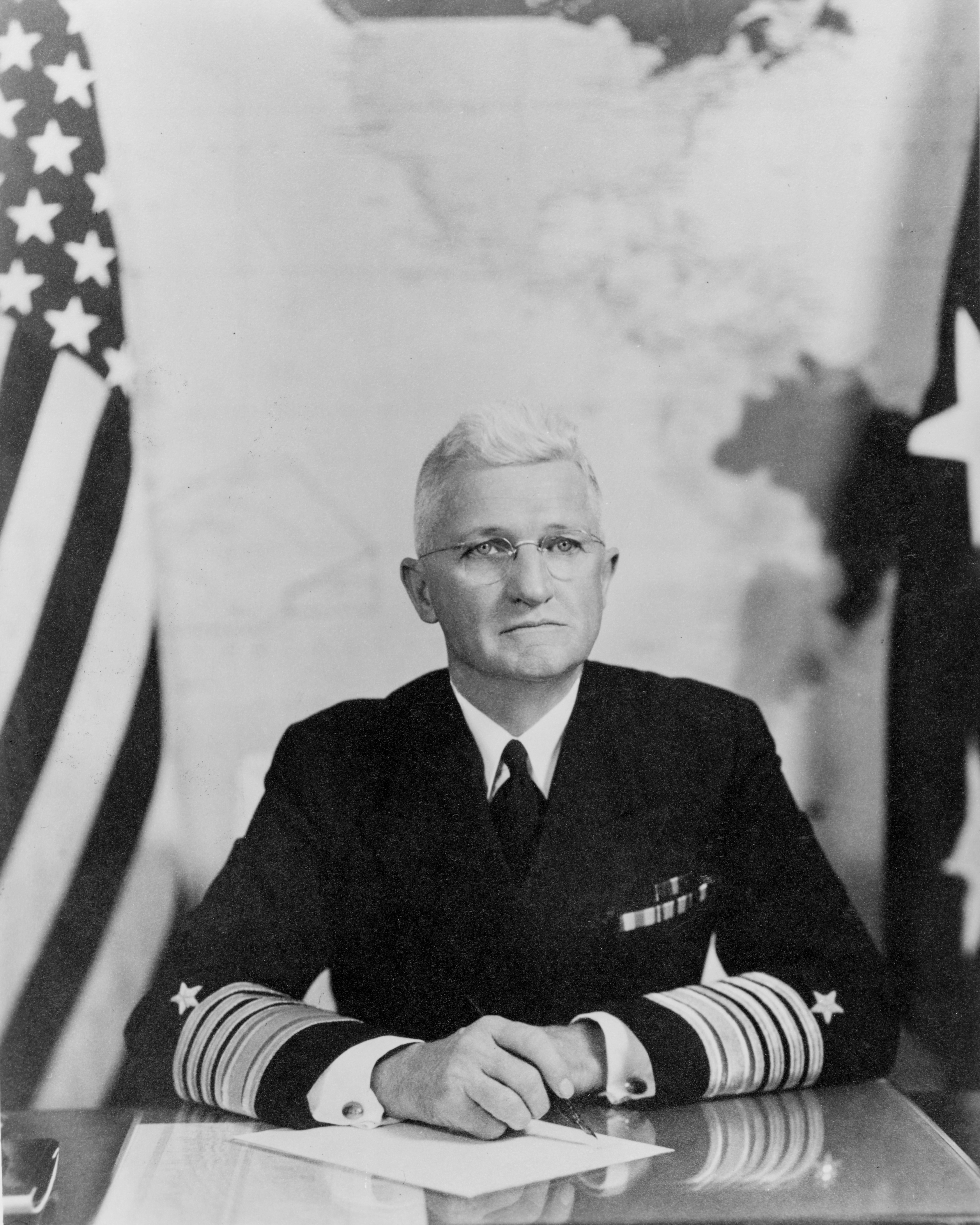
هارولد راينسفورد ستارك هو مؤلف المذكرة.

كانت مذكرة خطة الكلب وثيقة حكومية أمريكية تعود إلى عام 1940 كتبها رئيس العمليات البحرية هارولد ستارك. وصفت بأنها "واحدة من أشهر وثائق الحرب العالمية الثانية". وفي مواجهة مشكلة الحرب المتوقعة على جبهتين ضد ألمانيا وإيطاليا في أوروبا واليابان في المحيط الهادئ، حددت المذكرة الخيارات الرئيسية واقترحت خوض حرب دفاعية في المحيط الهادئ مع إعطاء الأولوية الاستراتيجية لهزيمة ألمانيا وإيطاليا. أرست المذكرة الأساس للسياسة الأمريكية اللاحقة تجاه أوروبا أولاً.

## خلفية
خلال فترة ما بين الحربين العالميتين، وضعت لجنة التخطيط المشتركة، التي أصبحت فيما بعد هيئة الأركان المشتركة، سلسلة من الخطط الطارئة للتعامل مع اندلاع الحرب مع بلدان مختلفة. وكانت الخطة الأكثر تفصيلاً من بينها، خطة الحرب البرتقالية، تتناول إمكانية الحرب مع اليابان.
في ضوء أحداث أواخر ثلاثينيات القرن العشرين (اندلاع الحرب الصينية اليابانية الثانية واتفاق مولوتوف-ريبنتروب والغزو الألماني لبولندا وأوروبا الغربية)، أدرك المخططون الأميركيون أن الولايات المتحدة تواجه احتمال اندلاع حرب على جبهتين في كل من أوروبا والمحيط الهادئ. سُحبت خطة الحرب البرتقالية، وتم تقديم خمس خطط "قوس قزح". وعلى النقيض من الخطط الملونة السابقة، التي افترضت حرب واحدًا لواحد، فإن خطط قوس قزح أخذت في الاعتبار إمكانية محاربة أعداء متعددين وضرورة الدفاع عن دول أخرى في نصف الكرة الغربي ومساعدة بريطانيا.

## محتوى
تم إعداد المذكرة بناءً على الشروط الموصوفة في خطة حرب مجموعة قوس قزح الخمسة. وقد وصفت أربعة سيناريوهات محتملة للمشاركة الأمريكية في الحرب العالمية الثانية، والتي تحمل الحروف:
أ - الحرب مع اليابان والتي لن يكون للولايات المتحدة فيها حلفاء
ب - الحرب مع اليابان حيث يكون للولايات المتحدة الإمبراطورية البريطانية كحليف.
ج - الحرب مع اليابان التي تساعدها فيها ألمانيا وإيطاليا، والتي تساعدها فيها [الولايات المتحدة] أو لا تساعدها فيها حلفاؤها.
د - الحرب مع ألمانيا وإيطاليا والتي لن تشارك فيها اليابان في البداية، والتي ستتحالف فيها الولايات المتحدة مع البريطانيين.
هـ - [...] النظر في البديل المتمثل في البقاء الآن خارج الحرب، وتخصيص [...] لبناء [...] الدفاع عن نصف الكرة الغربي حصريًا.

وقد أوصت المذكرة، التي قدمت إلى روزفلت في 12 نوفمبر/تشرين الثاني 1940، بالخيار الرابع:
وأعتقد أن استمرار وجود الإمبراطورية البريطانية، إلى جانب بناء حماية قوية في مناطقنا الأصلية، سوف يفعل الكثير لضمان الوضع الراهن في نصف الكرة الغربي، وتعزيز مصالحنا الوطنية الرئيسية. وكما ذكرت سابقًا، أعتقد أيضًا أن بريطانيا العظمى تحتاج منا إلى مساعدة كبيرة جدًا في المحيط الأطلسي، وربما حتى في قارتي أوروبا أو أفريقيا، إذا أردنا لها أن تتمكن من البقاء. في رأيي أن البدائل (أ) و(ب) و(ج) على الأرجح لن توفر الدرجة اللازمة من المساعدة، وبالتالي، إذا خضنا الحرب، فمن المرجح أن يكون البديل (د) هو الأكثر فائدة بالنسبة للولايات المتحدة، وخاصة إذا دخلنا الحرب في وقت مبكر. وفي البداية، من المؤكد أن التدابير الهجومية المتخذة ستكون بحرية بحتة. حتى لو تدخلنا، فإن النصر النهائي في أوروبا ليس مؤكدًا. وأعتقد أن فرص النجاح في صالحنا، خاصة إذا أصررنا على المساواة الكاملة في الإدارة السياسية والعسكرية للحرب.
واقترحت المذكرة أيضًا أنه حتى اندلاع الأعمال العدائية، يتعين على الولايات المتحدة أن تتبنى السياسة (أ):
حتى يحين الوقت الذي تقرر فيه الولايات المتحدة استخدام قواتها الكاملة في الحرب، فإنني أوصي بأن نتبع مسارًا من شأنه أن يزيد بشكل سريع القوة العسكرية لكل من الجيش والبحرية، أي اعتماد البديل (أ) الخالي من الأعمال العدائية.
"لقد حظيت استراتيجية خطة الكلب بدعم الجيش ودعم الرئيس روزفلت ضمناً، رغم أنه لم يؤيدها رسمياً قط. وهكذا، في نهاية عام 1940، نشأ إجماع قوي على التركيز الاستراتيجي على ألمانيا على أعلى مستويات الحكومة الأمريكية. وفي اجتماع عقد في 17 يناير 1941، خلص روزفلت إلى أن الهدف الأساسي يجب أن يكون الحفاظ على خطوط الإمداد إلى بريطانيا وأمر البحرية بالاستعداد لمرافقة القوافل." 

## العواقب
وبعد أسابيع قليلة من الهجوم على بيرل هاربور، اعتمدت الولايات المتحدة في مؤتمر أركاديا توصيات المذكرة في شكل سياسة "أوروبا أولاً". ورغم أن الولايات المتحدة لم تتخذ موقفاً دفاعياً بالكامل في المحيط الهادئ، كما أوصت المذكرة، فإن المسرح الأوروبي حظي بأولوية أعلى في تخصيص الموارد طوال الحرب.
تم رفع السرية عن المذكرة في فبراير 1956.

## روابط خارجية
- نسخة رقمية من المذكرة (26 صفحة، قابلة للعرض)